# Les Romanticos
Pour plus de détails, voir Fiche technique et Distribution.
Les Romanticos (… denn die Musik und die Liebe in Tirol) est un film allemand réalisé par Werner Jacobs sorti en 1963.

## Synopsis
Susanne Berger est une trompettiste de talent et se produit régulièrement le soir avec son ami Walter Pfeil en duo dans le club de jazz "La Chaussée Brûlante". Le rédacteur en chef d'une émission de télévision musicale Herbert Petunius aimerait les « découvrir », mais sa chef ne veut travailler qu'avec des artistes masculins. La cousine de Susanne, Monika, qui vit dans un petit village bavarois et qui a osé se rendre dans la grande ville pour la première fois, apparaît dans le bar : elle dit à Susanne que toutes deux ont hérité d'un alpage.
Le lendemain, Susanne, Monika, Walter et leur amie commune Heidi se rendent à l'alpage pour tout voir sur place. Ce qu'ils ne savent pas, c'est que la cabane alpine sert d'entrepôt à une bande de contrebandiers depuis qu'elle est vacante. Peu de temps auparavant, les passeurs avaient capturé les musiciens itinérants Pierre et Paul, qui s'étaient égarés et avaient commencé à consommer la nourriture disponible dans les boîtes. Inévitablement, Pierre et Paul doivent rejoindre le gang, sinon ils devraient craindre pour leur vie. Le passeur présumé Fred, qui est en fait un avocat et veut enfin arrêter le gang, rejoint le gang. Cependant, Susanne et ses amis n'ont aucune idée du gang qui se cache dans le sous-sol de la cabane. Les nouveaux propriétaires veulent revenir le lendemain matin pour nettoyer. Ils veulent transformer la cabane en bar-dancing. Pendant la nuit, le gang essaie de faire sortir les marchandises de contrebande du sous-sol, mais échoue, car le camion requis est intercepté par la police.
Le soir, la première danse a lieu et le contrebandier Krummblick, qui est seul au sous-sol pour être informé par radio par le patron de la suite des événements, monte maintenant à l'étage déguisé en alpiniste égaré. Walter, cependant, devient méfiant parce que Fred, Peter et Paul semblent connaître Krummblick et Krummblick ne peut pas dire quelle montagne il a gravi en dernier. Walter met en garde Susanne, qui, cependant, avait déjà lutté contre sa jalousie et croit maintenant qu'il veut mettre les hommes hors de la maison. Pendant la nuit, Walter guette à l'extérieur de la cabane et voit bientôt les contrebandiers venir à la maison et chercher les marchandises dans la cave. Il alerte la police, qui arrête non seulement les passeurs mais aussi les jeunes femmes. Monika parvient à s'échapper et revient peu de temps après auprès de Walter, qui, le lendemain, tente d'abord en vain de faire sortir ses amis de prison.
Fred s'est également échappé, son avis de recherche est dans le journal. Il contacte le chef du gang de contrebandiers, Oskar, et lui dit qu'un raid est prévu. Oskar se rend chez son patron qui est Rehlein, le gérant du club de jazz. La police arrive au bar, mais Oskar et Rehlein s'échappent. Ce n'est qu'à la frontière qu'ils sont pris dans le rôle de musiciens itinérants par Fred, qui a depuis renoncé à son camouflage.
Pendant ce temps, Susanne et ses amis ont été libérés de prison et Peter et Paul ont également été innocentés. Tout le monde fait une grande fête à la cabane alpine, à laquelle Herbert Petunius est présent. Il est désormais autorisé à découvrir les femmes aussi. Pierre et Paul se travestissent pour être embauchés. A la fin, les couples se retrouvent : Monika et Walter deviennent un couple, Susanne et Fred se retrouvent et Herbert trouve également une nouvelle partenaire en Heidi.

## Fiche technique
- Titre français : Les Romanticos[1]
- Titre original : … denn die Musik und die Liebe in Tirol
- Réalisation : Werner Jacobs assisté de Margrith Spitzer
- Scénario : Max Rottmann
- Musique : Gert Wilden
- Direction artistique : Niko Matul
- Costumes : Marie Louise Lehmann
- Photographie : Dieter Wedekind (de)
- Son : Franjo Jurjec
- Montage : Elisabeth Kleinert-Neumann
- Production : Karl Heinz Busse
- Société de production : Music House
- Société de distribution : Constantin Film
- Pays d'origine :  Allemagne de l'Ouest
- Langue : allemand
- Format : Couleur - 1,66:1 - Mono - 35 mm
- Genre : Musical
- Durée : 94 minutes
- Dates de sortie :
  -  Allemagne de l'Ouest : 20 décembre 1963.
  -  France : 30 décembre 1966[1].

## Distribution
- Vivi Bach : Susanne Berger
- Claus Biederstaedt : Fred
- Hannelore Auer : Monika
- Gunther Philipp : Herbert Petunius
- Thomas Alder : Walter Pfeil
- Corny Collins : Heidi
- Trude Herr : Rehlein
- Hubert von Meyerinck : Oskar Ortshaus
- Gus Backus : Peter
- Franz Muxeneder : Krummblick
- Hugo Lindinger (de) : Narbe
- Gerd Vespermann (de) : Paul
- Inge Kuntschnigg : Renate
- Aliha Krause : Gertie
- Marie France : Yvonne

## Bande originale
- Gus Backus : Caroline
- Gus Backus : Wenn doch jede Woche mal der Erste wär’
- Trude Herr : Ich bin eine Frau von Format
- Hannelore Auer : Almdudl-Twist
- Vivi Bach : King Hully Gully
- Vivi Bach, Hannelore Auer, Claus Biederstaedt et autres : Denn die Musik und die Liebe in Tirol
- Peppino di Capri : Signorina mit dem blonden Haar
- Billy Mo : Ohne Geld gibt’s keine Musik
- Teddy Parker : Holiday Twist
- Elke Sommer : Hully Gully Italiona
- Gitta Walther : Immer redest Du nur vom Mondenschein
- Tommy Frank : Lady wunderbar
- Chris Barber’s Jazz Band : Nobody’s Sweetheart (instrumental)
- Chris Barber’s Jazz Band : O sole mio (instrumental)